# Manuel Küng
Manuel Küng (* 22. Juli 1987 in Bütschwil) ist ein ehemaliger Schweizer Triathlet.

## Werdegang
Manuel Küng begann seine sportliche Laufbahn in jungen Jahren als Wettkampfschwimmer. 2005 absolvierte er seine ersten Triathlon-Wettkämpfe und bereits ein Jahr später konnte er sich für die Junioren-WM in Lausanne qualifizieren.

### U23-Schweizermeister Triathlon 2009
2009 wurde der Ostschweizer in Lausanne U23-Schweizermeister (olympische Distanz) im Triathlon. In Kitzbühel startete er im Juli 2009 bei seinem ersten Weltcup-Rennen.

### Vizeschweizermeister Triathlon 2013
Mit dem dritten Rang an der Elite-Schweizermeisterschaft 2011 und dem zweiten Rang im Jahr 2013 bestätigt er, einer der besten Schweizer Triathleten zu sein. Mittlerweile konzentriert er sich vor allem auf die Halb- oder Mitteldistanz u. a. unter dem Markenzeichen Ironman 70.3 (1,9 km Schwimmen, 90 km Radfahren und 21,1 km Laufen).
Im Juni 2013 erreicht er mit dem dritten Rang beim Ironman 70.3 Italy sein erstes Podest bei einem internationalen Grossanlass. An der Ironman 70.3 World Championship 2013 belegte er in Wiesbaden den 11. Rang. Sein letztes 2013er Rennen, 70.3 Aix en Provence beendete er im fünften Schlussrang.

Im Juni 2015 wurde er Zweiter beim Ironman 70.3 Switzerland und zwei Wochen später gewann er den Ironman 70.3 Luxemburg. Er wurde von Luboš Bílek und seit 2017 von Scott de Filippis trainiert. Seit Beginn des Jahres 2019 ist er Teil des BMC-Vifit Pro Triathlon Team. Im Juni 2019 wurde er Dritter beim Ironman 70.3 Switzerland. Seit 2019 tritt Manuel Küng nicht mehr international in Erscheinung.
Auch seine jüngere Schwester Rahel Küng (* 1991) war als Profi-Triathletin aktiv. 

## Sportliche Erfolge
| Datum/Jahr    | Rang | Wettbewerb                                  | Austragungsort  | Zeit       | Bemerkung |
| ------------- | ---- | ------------------------------------------- | --------------- | ---------- | --- |
| 2. Juni 2019  | 3    | Ironman 70.3 Switzerland                    | Rapperswil-Jona | 03:50:57   | |
| 20. Okt. 2018 | 2    | Challenge Peguera-Mallorca                  | Peguera         | 03:56:09   | |
| 2. Sep. 2018  | 4    | Challenge Walchsee-Kaiserwinkl              | Walchsee        | 03:58:00   | |
| 17. Juni 2018 | 1    | Ironman 70.3 Luxembourg                     | Remich          | 03:51:59   | |
| 10. Juni 2018 | 2    | Ironman 70.3 Switzerland                    | Rapperswil-Jona | 03:50:58   | |
| 27. Mai 2018  | 1    | Triathlon Frauenfeld                        | Frauenfeld      | 01:28:19,6 | 800 m Schwimmen, 34 km Radfahren und 7 km Laufen                                                                  |
| 18. Juni 2017 | 2    | Ironman 70.3 Italy                          | Pescara         | 03:53:08   | |
| 11. Juni 2017 | 5    | Ironman 70.3 Switzerland                    | Rapperswil-Jona | 03:55:10   | |
| 27. Jan. 2017 | 12   | Ironman 70.3 Dubai                          | Dubai           | 03:52:06   | Mitteldistanz |
| 14. Aug. 2016 | 13   | Ironman 70.3 Germany                        | Wiesbaden       | 04:12:59   | bester Schweizer bei den Ironman 70.3 European Championships                                                      |
| 5. Juni 2016  | 3    | Ironman 70.3 Switzerland                    | Rapperswil-Jona | 03:54:44   | |
| 30. Aug. 2015 | DNF  | Ironman 70.3 World Championship             | Zell am See     | –          | |
| 20. Juni 2015 | 1    | Ironman 70.3 Luxembourg                     | Remich          | 03:49:35   | persönliche Bestzeit auf der Mitteldistanz                                                                        |
| 7. Juni 2015  | 2    | Ironman 70.3 Switzerland                    | Rapperswil-Jona | 03:52:38   | |
| 9. Mai 2015   | 8    | Ironman 70.3 Mallorca                       | Alcúdia         | 04:05:14   | |
| 21. März 2015 | 2    | Lighthouse Triathlon                        | Fuerteventura   |            | Zweiter hinter Sebastian Kienle (1,5 km Schwimmen, 37,5 km Radfahren und 13 km Laufen)                            |
| 27. Feb. 2015 | 9    | Challenge Dubai                             | Dubai           | 03:49:39   | beim ersten Rennen der „Challenge Triple-Crown-Serie“                                                             |
| 31. Aug. 2014 | 5    | Ironman 70.3 Zell am See-Kaprun             | Zell am See     | 04:08:41   | |
| 4. Aug. 2013  | 2    | Schweizer Triathlon-Meisterschaften         | Nyon            | 02:04:37   | Zweiter und Schweizer Vizemeister hinter Ruedi Wild                                                               |
| 9. Juni 2013  | 3    | Ironman 70.3 Italy                          | Pescara         | 04:03:32   | [ 5 ] |
| 11. Mai 2013  | 18   | Ironman 70.3 Mallorca                       | Alcudia         | 04:07:00   | |
| 3. Juni 2012  | 9    | Ironman 70.3 Switzerland                    | Rapperswil-Jona | 03:59:37   | Als bester Schweizer erreichte Küng erstmals eine Zeit unter 4 Stunden.                                           |
| 24. Juli 2010 | 2    | Züri Triathlon                              | Zürich          | 01:53:09,5 | Zweiter hinter Florin Salvisberg über die olympische Distanz (1,5 km Schwimmen, 40 km Radfahren und 10 km Laufen) |
| 12. Juli 2009 | 49   | ITU World Championship Series 2009          | Kitzbühel       | 01:57:48   | |
| 2009          | 1    | Triathlon de Lausanne                       | Lausanne        |            | Schweizermeister U23                                                                                              |
| 3. Sep. 2006  | 46   | ITU Triathlon World Championship Junior Men | Lausanne        | 01:02:23   | Weltmeisterschaft in der Jugend-Klasse                                                                            |

| Datum/Jahr    | Rang | Wettbewerb       | Austragungsort | Zeit     | Bemerkung                                                                                  |
| ------------- | ---- | ---------------- | -------------- | -------- | ------------------------------------------------------------------------------------------ |
| 27. Sep. 2014 | 11   | Ironman Mallorca | Alcúdia        | 08:52:38 | Achter Profi bei seinem ersten Start auf der Ironman-Distanz – Erstaustragung auf Mallorca |

(DNF – Did Not Finish)